# 魔女兵器
《魔女兵器》是由水琴铃游戏开发的一款动作角色扮演游戏，遊戲中國大陸服於2018年2月14日登陸手機平台，2019年先後在韓國、日本和臺港澳上線。2020年韓服、日服、臺港澳服相繼停止營運，中國大陸服於2024年8月17日停止營運。故事講述在架空的未來，世界毀滅後，主人公小憐向聖杯許願讓世界恢復原樣，小憐和聖杯融合，世界復原，但是小憐從男生變成了女生。消失的聖杯引來各方勢力齊聚小憐所在的學園都市。

## 遊戲內容
《魔女兵器》採用動作角色扮演遊戲玩法，玩家在遊戲中扮演男子高中生小憐，故事發生在架空的2037年，「異質物」引發世界末日，倖存的小憐對著聖杯許願，希望災難沒有發生，次日如時光倒流般，世界恢復原樣，而小憐卻變成了女生。故事舞台發生在一座位於遠東的「學園都市」，各方勢力為了獲得「異質物」聚集於此，小憐作為關鍵人物也捲入其中。小憐與聖杯融合，可以通過觸碰歷史上死於魔女狩獵的魔女遺物，讓魔女以武器形態與小憐定下契約，幫助小憐戰鬥。戰斗中，玩家可以使用四種武器戰鬥，玩家控制角色行動，接近敵人後角色會自動戰鬥。每個武器有使用時間限制，切換其他武器後會慢慢恢復。戰鬥過程中會增加技能值，技能值滿後能使用必殺技。

## 開發
《魔女兵器》是水琴铃游戏開發的首款遊戲，水琴铃游戏是2013年初由齐乐與幾位會做遊戲的朋友成立的公司。當時正值手機遊戲行業的發展期，製作組選擇了使用Adobe Flash開發手機遊戲。隨著Adobe放棄Flash在iOS和Android上的更新，儘管製作組已經完成了遊戲，但是考慮到未來更新內容會面臨的技術問題，製作組決定用Unity引擎推倒重做。新專案保留了前作動作角色扮演遊戲的定位，還加入了一些策略元素，齐乐擔任製作人。遊戲的養成系統設計參考了《刀塔传奇》，並稍作修改，將《刀塔传奇》裝備強化系統改為好感度系統，同時因應遊戲的受眾為二次元愛好者，削弱了玩家對戰系統的競爭烈度。齐乐有將遊戲改編成動畫的計劃，遊戲的世界觀建構是以製作動畫為前提，故事背景參考日本動畫常見的「学园都市」設計。

## 發行
2015年10月13日，水琴铃游戏首次在新浪微博上首度披露遊戲內容。2017年3月30日《魔女兵器》獲得遊戲版號，可以在中國大陸商業發行，中國大陸服由远鸣网络負責營運。2018年2月6日，《魔女兵器》官方宣布遊戲于2月14日开启Android、iOS双端公测。日本服方面，2019年1月負責日本服營運商DMM GAMES公開招攬玩家參與Beta測試。同年4月25日，遊戲登陸日本Google Play和App Store，DMM GAMES也在YouTube上公佈遊戲的片頭動畫。韓國服則Efun負責，於2019年2月26日在App Store、Google Play和ONE Store上線。臺港澳服方面，2018年12月13日，雷霆遊戲在「2018 巴哈姆特 22週年站聚」上宣傳《魔女兵器》。2019年5月初，雷霆遊戲公開招攬玩家參與遊戲臺港澳服的測試，次月3日，臺港澳服在Android平台展開七日的限時測試。6月17日臺港澳服開放預約，同年7月17日正式在臺港澳App Store和Google Play上線。2020年海外服相繼停運，其中韓國服於2020年4月2日停運，日服在8月27日停運，臺港澳服在10月17日停運，遊戲的PC版開發計劃也在同年宣佈終止。中國大陸服於2024年8月17日停運。
遊戲原聲帶《Witch's Weapon -魔女兵器- O.S.T》於2020年2月14日在iTunes Store、 Apple Music、Google Play Music、Amazon Music、LINE MUSIC等平台發售。

## 評價及反響

### 評價
遊戲的劇情及設定獲得Yahoo奇摩電競、3DM、17173网、Appget評論員正面的評價，Yahoo奇摩電競評論員認為該作是「披著遊戲外衣的小說」，遊戲公測時就有30萬字的劇情內容，「已經是一部電子小說等級的作品」。Appget評論員納谷英嗣稱讚遊戲世界觀有趣，作品中的元素，看起來就像專門面向日本市場而設計。《遊戲東亞》評論員則表示遊戲中構建的動漫風學園都市雖然很引入注目，但是遊戲中很難體驗到。戰鬥經常莫名其妙地展開，缺乏劇情鋪墊。
遊戲美術方面，3DM編輯小咸鱼籽稱讚遊戲「画面的塑造上是非常用心」，遊戲界面「更富有立体感和层次感」，場景的3D特效「让本作的画面视觉效果很有层次」。17173网評論員黄金太阳表示角色3D模型有「很多粗糙和瑕疵」，「但是这并不影响整体画面的美感」。
遊戲的戰鬥系統設計評價偏向負面，Yahoo奇摩電競評論員直言「太過單調的遊戲玩法」是遊戲的「最大缺點」。小咸鱼籽也稱作品遊戲性不足，戰鬥體驗「不令人满意」。《遊戲東亞》評論員認為作品有嘗試加入美少女元素，與其他同類動作角色扮演遊戲做出差異化。只是「角色模型很小，角色戰鬥動作表現乏味」，必殺技的召喚魔女演出雖然能削減了動作帶來的沉悶感，但是也很容易打斷戰鬥體驗。

### 商業表現
遊戲在日本公測前，全網預約用戶超過20萬。到2019年5月31日，日服遊戲下載量超過50萬。